# Heaven for Everyone
Heaven for Everyone je singl britanskog rock sastava "The Cross". Tekst i glazbu napisao je Roger Taylor. Singl je izdan 1988. godine. Na "B" strani nalazi se "Love On A Tightrope". Pjesma je objavljena na albumu "Showe it!".

## Singl sastava "The Cross" (1988.)
Taylor je pjesmu napisao 1986. godine za album sastava "Queen" "A Kind of Magic", ali je sastav nije snimio, te ju je odlučio snimiti sa svojim sastavom "The Cross".
Na prijelazu iz 1986. u 1987. godinu pjevač sastava "Queen" Freddie Mercury je saznao da boluje od SIDE, i "Queenovci" su počeli pauzirati s radom zbog čega su se u britanskim tabloidima počele pojavljivati spekulacije o Mercuryjevom zdravlju. U središtu pozornosti tabloida bio je i Taylor, koji se upravo rastajao od svoje supruge s kojom ima dvoje djece. Kako bi jedan drugome pružili potporu Mercury je snimio voakle za pjesmu koja je objavljena na albumu. Singl verzija, koja je nešto duža snimljena je s Taylorovim vokalima.

## Singl sastava "Queen" (1995.)
Sastav "Queen" obradio je Taylorovu pjesmu snimivši prateće vokale i glazbu, te ju je izdao 23. listopada 1995. godine kao prvi singl s albuma "Made in Heaven". Na "Queenovoj" verziji nema uvodnog teksta koji izgovara Taylor. Pjesma je objavljena na kompilaciji "Greatest Hits III" iz 1999.

## Top ljestvica (Queen)
| Zemlja      | Pozicija |
| ----------- | -------- |
| UK          | 2        |
| Irska       | 7        |
| Novi Zeland | 25       |
| Nizozemska  | 2        |
| Belgija     | 8        |
| Švicarska   | 9        |
| Norveška    | 18       |
| Australija  | 15       |
| Njemačka    | 15       |
| Austrija    | 4        |
| Frencuska   | 8        |
| Švedska     | 29       |

## Vanjske poveznice
Tekst pjesme Heaven for Everyone  Arhivirana inačica izvorne stranice od 31. ožujka 2009. (Wayback Machine)